# (37015) 2000 TY55
2000 TY55 (asteroide 37015) é um asteroide da cintura principal. Possui uma excentricidade de 0.17589750 e uma inclinação de 15.13934º.
Este asteroide foi descoberto no dia 1 de outubro de 2000 por LINEAR em Socorro.